# 嘆きの美女
『嘆きの美女』（なげきのびじょ）は、柚木麻子による日本の小説。雑誌『AERA』のウェブサイト「AERA.net」で2011年2月7日から7月4日まで連載され、同年12月20日、朝日新聞出版より単行本として刊行された。単行本には書き下ろし「耶居子のごはん日記」を含む。
ブスで引きこもりのニート女性、池田耶居子（いけだ やいこ）が、偶然から悩みを抱える美女たちと同居することになり、彼女たちと友情を築きつつ成長する物語。
2013年、NHK BSプレミアムにてテレビドラマ化され放送された。

## テレビドラマ
2013年1月12日より3月2日まで、NHK BSプレミアムにて毎週土曜日の23:15 - 23:45（JST）、プレミアムよるドラマ枠で放送された。全8回。
お笑いタレントである黒沢かずこの女優活動における、連続ドラマ初主演作品である。
収録は2012年9月 - 11月に完了し、神奈川県横須賀市・東京都内および近郊でロケが行われた。

### キャスト
- 池田耶居子 - 黒沢かずこ（森三中）
- 浜島ユリエ - 矢田亜希子
- 水木優子 - 中村静香
- 奥沢エイジ - 和田聰宏
- 浜島宗佑 - 長谷川朝晴
- 升本雄介 - 久保田和靖 (とろサーモン)
- 沢山真奈美（玲子の娘）- 大沢南星
- 沢山玲子 - 横山めぐみ
- 我修院ノブヨ - 室井滋
- 耶居子の母 - 水沢アキ
- 雄介の母 - 大島蓉子

### スタッフ
- 原作：柚木麻子
- 脚本：李正姫
- 制作統括：管原浩、代情明彦（AOI Pro.）
- 演出：二宮崇
- 制作著作：NHK,AOI Pro.

### 放送日程
| 各話   | 放送日  | サブタイトル       |
| ------ | ------- | ------------------ |
| 第1回  | 1月12日 | ブスVS美女         |
| 第2回  | 1月19日 | 美女の悩みは蜜の味 |
| 第3回  | 1月26日 | やいこ探偵の事件簿 |
| 第4回  | 2月02日 | ブスと美女の意地   |
| 第5回  | 2月09日 | 私だって輝きたい!  |
| 第6回  | 2月16日 | とんだミス・コン   |
| 第7回  | 2月23日 | 狙われた美女とブス |
| 最終回 | 3月02日 | いい日旅立ち       |